# Ute Eskildsen
Ute Eskildsen (* 2. Februar 1947 in Itzehoe) ist eine deutsche Fotografin, Fotohistorikerin und Kuratorin. Sie war stellvertretende Direktorin des Museum Folkwang in Essen und bis zu ihrer Pensionierung Ende August 2012 Leiterin der dortigen Fotografischen Sammlung.

## Leben und Wirken
Nach dem Studium der Fotografie und Fotografiegeschichte an der Folkwangschule für Gestaltung in Essen arbeitete Eskildsen zunächst als freie Fotografin sowie als Assistentin von Otto Steinert. Sie absolvierte ein Praktikum beim George Eastman House International Museum of Photography and Film in Rochester (New York), war Gastkuratorin am Busch-Reisinger Museum in Cambridge und Gaststudentin am Getty Research Institute in Los Angeles. 1973 gründete sie mit Studenten eine Fotogalerie und organisierte zahlreiche Ausstellungen zeitgenössischer Fotografie. 1979 erhielt Eskildsen den Auftrag, als Kuratorin am Museum Folkwang eine fotografische Abteilung aufzubauen. 1991 wurde sie stellvertretende Direktorin des Museum Folkwang.
Ausstellungen, die sie für das Folkwang Museum kuratiert hat, sind selbst Teil der Geschichte der Fotografie geworden. So brachte sie mit der Ausstellung Fotografieren hieß teilnehmen erstmals Fotografinnen der Weimarer Republik, von denen viele im Nationalsozialismus emigrieren mussten, wieder in Erinnerung. Ihre Robert-Frank-Retrospektive im Jahr 2000 gilt laut Die Zeit als „epochal“. Mit Der Mensch und seine Objekte, ihrer letzten Ausstellung, präsentierte sie über 170 Jahre Fotografiegeschichte.
Von 2012 bis 2015 war Ute Eskildsen Gastprofessorin an der University of Wales, Newport, Großbritannien. Bis 2021 war sie die Gründungskuratorin des Kunsthauses Göttingen.

## Ausstellungen am Museum Folkwang
- 2012 Der Mensch und seine Objekte
- 2010 A Star is Born. Fotografie und Rock seit Elvis
- 2009 Paul Graham. Fotografien 1981 bis 2006
- 2008 Résonances I. Photographier après la guerre. France – Allemagne, 1945–1955, in Kooperation mit dem Jeu de Paume, Paris
- 2008 Frankierte Fantastereien: das Spielerische der Fotografie im Medium der Postkarte, in Kooperation mit dem Fotomuseum Winterthur und dem Jeu de Paume, Paris
- 2008 Street & Studio. Eine urbane Geschichte der Fotografie, in Kooperation mit der Tate Modern, London
- 2005 Nützlich, süß und museal. Das fotografierte Tier
- 2004 Roni Horn
- 2002 Thomas Schütte. Große Geister – Stahlfrauen
- 2001 Still-Lifes – Irving Penn
- 2000 Robert Frank. Hold Still Keep Going, in Kooperation mit dem Museo Reina Sofía, Madrid
- 1999 Sarah Jones. Farbfotografien
- 1998 Rineke Dijkstra. Menschenbilder
- 1997 Maria Nordman. Some early works – Kontinuierliche Bezugsfelder
- 1996 Laszlo Moholy-Nagy. Fotogramme 1922–1943, in Kooperation mit dem Centre Pompidou, Paris
- 1994 Fotografieren hieß teilnehmen. Fotografinnen der Weimarer Republik
- 1991 Das Sammeln – Die Sammler-Fotografien aus Privatbesitz
- 1989 Werbefotografie in Deutschland seit den 20er Jahren
- 1988 Carole Conde, Karl Beveridge, Robert Del Tredici. Fotografie und Politik
- 1987 Gerald van der Kaap und Thomas Florschuetz
- 1979 Film und Foto der 20er Jahre. Eine Betrachtung der Internationalen Werkbundausstellung Film und Foto, 1929
- 1986 Reste des Authentischen. Deutsche Fotobilder der 80er Jahre
- 1983 Helmar Lerski. Lichtbildner
- 1982 Annelise Kretschmer. Fotografin[4]
- 1981 Wie lebt man im Ruhrgebiet. Bewohner fotografierten – Bilder von Amateuren und Profis
- 1980 Absage an das Einzelbild. Erfahrungen mit Bildfolgen in der Fotografie der 70er Jahre

## Preise und Auszeichnungen
- 1989 Josef-Sudek-Medaille, Prag[5]
- 1991 Chevalier des Arts et des Lettres
- 2000 verlieh ihr die Landesregierung NRW den Titel Professorin
- 2009 Verdienstorden der Bundesrepublik Deutschland
- 2020 Kulturpreis der Deutschen Gesellschaft für Photographie
- 2023 Ehrenplakette der Stadt Essen[6]

## Publikationen
- Film und Foto der zwanziger Jahre: eine Betrachtung der Internationalen Werkbundausstellung „Film und Foto“ 1929. Stuttgart 1979, ISBN 3-7757-0141-9.
- Wie lebt man im Ruhrgebiet. Bewohner fotografierten – Bilder von Amateuren und Profis. Museum Folkwang, Essen 1981, DNB 105938003X.
- Fotografieren hieß teilnehmen. Düsseldorf 1994, ISBN 978-3-928762-26-7.
- Robert Frank: Hold still keep going. Essen 2000, ISBN 978-3-86930-904-0.
- Ein Bilderbuch. Die Fotografische Sammlung im Museum Folkwang. Göttingen 2003, ISBN 978-3-88243-881-9.
- Nützlich, süß und museal. Das fotografierte Tier. Göttingen 2005, ISBN 978-3-86521-237-5.
- Street & Studio. An Urban History of Photography. Essen 2008, ISBN 978-1-85437-778-4.
- Teaching Photography. Essen 2010, ISBN 978-3-933249-29-6.
- A medium in transition: producing and collecting photography. Berlin/Heidelberg, 2012, ISBN 978-3-86828-357-0.

Zwischen 2006 und 2011 editierte Ute Eskildsen zudem eine Reihe im Steidl Verlag Göttingen mit den Titeln:
- Michael Schmidt: Berlin nach 1945. Göttingen 2005, ISBN 3-86521-090-2.
- Chris Killip – Pirelli Work. Göttingen 2006, ISBN 3-86521-317-0.
- Bernhard Prinz: Latifundia.  Göttingen 2010, ISBN 978-3-86521-487-4.
- Valérie Jouve: Resonances. Göttingen 2011, ISBN 978-3-86521-625-0.